# Roaring Jack
Roaring Jack (kurz auch The Jacks) war eine australische Folk-Punk-Band, die von 1985 bis 1992 existierte und für zwei ARIA Awards nominiert wurde. Die Gruppe beschäftigte sich unter anderem mit Kommunismus, (revolutionärem) Sozialismus, dem  Klassenkampf, der Benachteiligung ethnischer Minderheiten, den Highland Clearances, Gewerkschaften, Kapitalismus und der Arbeiterbewegung.

## Geschichte
Die Band gab ihre ersten Konzerte in Sydney im Jahr 1986, die Gründungsmitglieder waren der schottische Sänger Alistair Hulett, der Bassist Dave Williams, der Schlagzeuger Steve Thompson, der Gitarrist Bob (Rab) Mannell und der US-amerikanische Akkordeonspieler Hunter Owens. Owens und Hulett hatten bereits vor der Gründung der Gruppe in einem Duo zusammengespielt.
Owens wurde später durch Steven (Steph) Miller ersetzt, Thompson nach der Aufnahme des ersten Albums durch Rod Gilchrist.
Roaring Jack gingen gemeinsam mit Billy Bragg, The Pogues und The Men They Couldn’t Hang  auf Australien-Tourneen. Alistair Hulett schrieb über seine Zeit bei Roaring Jack: "We were a very big, and sometimes very drunk family." ("Wir waren eine sehr große, manchmal sehr betrunkene Familie").
Die Band nahm für das Sydneyer Label Mighty Boy Records drei Tonträger auf: 1987 die Mini-LP Street Celtability, 1988 das erste Album The Cat Among the Pigeons und 1990 das zweite und letzte Album The Smoke of Innocence. Das deutsche Label Jump Up Records veröffentlichte 2003 alle drei Tonträger als die zwei CDs umfassende The Complete Works-Edition. Außerdem veröffentlichte die Band von 1988 bis 1991 vier Singles, darunter auch Framed, für das ein Musikvideo gedreht wurde.
Roaring Jack wurde im Jahr 1992 aufgelöst, woraufhin Alistair Hulett seine international erfolgreiche Karriere als Folk-Musiker und Singer-Songwriter begann, während der er auch öfters mit dem ex-Fairport-Convention-Mitglied Dave Swarbrick und der Band The Malkies zusammenarbeitete. Hulett nahm in dieser Zeit einige alte Roaring Jack-Songs in akustischen Versionen neu auf, darunter u. a. Buy Us a Drink, Yuppietown, Among Proddy Dogs and Papes und Suicide Town; das Album In the Backstreets of Paradise besteht aus Songs, die ursprünglich für Roaring Jack geschrieben worden waren. Steph Miller, der zuvor schon bei den Songs Go, Leave, Moving On, Girl on a Gate und A Stranger and a Friend den Leadgesang übernommen hatte, gründete eigene Bands (The Wickermen und Eva Trout) und veröffentlichte 2004 sein Soloalbum Strange Sea.
1995 fand sich die Band für ein einziges Konzert noch einmal zusammen, eine weitere Reunion wurde jedoch ausgeschlossen.
Rod Gilchrist beging im März 1998 Selbstmord. Er war nach dem an einem Gehirntumor gestorbenen Steve Thompson das zweite ehemalige Roaring Jack-Mitglied, das verstorben war. Ein von Steph Miller organisierter Tribute-Auftritt für Gilchrist fand am 8. März statt, der Erlös wurde an verschiedene, sich mit Depressionen und Angststörungen beschäftigende Organisationen gespendet.

## Tod Alistair Huletts
Alistair Hulett starb am 28. Januar 2010 an Leberversagen und Krebs. Er wurde 59 Jahre alt.
Huletts zweite Ehefrau, Fatima Uygun, veröffentlichte daraufhin folgende Todesnachricht:
Dear Friends,
It is with overwhelming sadness I write to report the death of Alistair Hulett – singer, songwriter, international socialist, revolutionary, ecologist, community activist and my partner and best friend of 17 years.
Alistair died on Thursday evening, 28 January at 6:30pm at the Southern General Hospital in Glasgow. Many friends have been shocked by the severity and speed of his deterioration, none more so than myself. Alistair became ill very suddenly on New Year's Day and was hospitalised on 5 January with suspected food poisoning. Liver failure was later diagnosed and it was hoped that he could receive a liver transplant, but further investigation revealed a very aggressive form of cancer which had already spread from his liver to his lungs and stomach. Alistair died peacefully only days after the cancer was first detected. His funeral will be held at Linn Crematorium in Lainshaw Drive on Friday 5 Feb at 1:30pm, with a reception afterwards (venue for this will be advised once confirmed). I would like to thank, with all my heart, the hundreds of people who wrote letters, sent emails, cards and left telephone messages of support during his short illness. They were a huge comfort to myself and his family. A memorial will also be held in Sydney organised by his family and friends in the next couple of months.
Alistair was a kind, gentle man who was committed to fighting for a better world – a world based on the principles of justice, equality, love and respect for all of humanity. The world was a better place for knowing him and is a sadder place for his loss. He leaves a great legacy in his music that will continue to bring inspiration to many who, like him, believed a better world was possible.
Fatima
Liebe Freunde,
Mit überwältigender Trauer melde ich den Tod von Alistair Hulett - Sänger, Songwriter, Sozialist, Revolutionär, Ökologe, Aktivist und mein Partner und bester Freund für 17 Jahre.
Alistair starb am Donnerstag Abend, 28. Januar, um 18:30 im Southern General Hospital in Glasgow. Viele Freunde waren von der schnellen und starken Verschlechterung seines Zustandes geschockt. Alistair erkrankte am Neujahrstag plötzlich und wurde am 5. Januar mit vermuteter Lebensmittelvergiftung ins Krankenhaus eingeliefert. Später wurde Leberversagen diagnostiziert und es wurde auf eine Lebertransplantation gehofft, jedoch wurde bei weiteren Untersuchungen eine sehr aggressive Krebsform entdeckt, die sich bereits auf seine Lunge und seinen Magen ausgebreitet hatte. Alistair starb friedlich nur wenige Tage, nachdem der Krebs entdeckt worden war. Sein Begräbnis wird im Linn Crematorium am Lainshaw Drive am Freitag, dem 5. Februar um 13:30 stattfinden, mit einem Empfang danach (die Örtlichkeit wird bekanntgegeben, sobald sie bestätigt wurde). Ich möchte den hunderten Leuten, die während seiner kurzen Krankheit Briefe, Emails und Karten geschickt und Telefonnachrichten hinterlassen haben von Herzen danken.
Alistair war ein gütiger, sänftmütiger Mensch, der sich dem Kampf für eine bessere Welt verpflichtet hatte - eine Welt, die auf den Prinzipien von Gerechtigkeit, Gleichheit, Liebe und Respekt für alle Mitmenschen basieren sollte. Die Welt war ein besserer Platz durch Alistair und ist ein traurigerer durch seinen Verlust. Er hinterlässt ein großes Erbe in seiner Musik, dass weiterhin viele inspirieren wird, die, wie er, an eine bessere Welt glauben.
Fatima
Für Hulett wurde ein Tribute-Gig organisiert, außerdem erschien das Album "Love, Loss & Liberty - the Songs of Alistair Hulett", auf dem u. a. June Tabor, Roy Bailey, David Rovics, Banda Bassotti, Jason Wilson und die Irish Rovers ausgewählte Songs Huletts coverten.

## Politische Aktivitäten
Die Band war politisch sehr aktiv, zusammen mit der Pub-Rock-Band The Urban Guerillas gab sie mehrere Benefizkonzerte anlässlich verschiedener politischer Ereignisse, z. B. dem Ersten Golfkrieg.
Anfang der 90er Jahre starteten Roaring Jack eine Kampagne, die die Freilassung des Aktivisten und mutmaßlichen Bombenlegers Tim Anderson forderte. Ein Teil dieser Kampagne war die Veröffentlichung der Single Framed, mit der die Gruppe auf den Fall aufmerksam machen wollte. Außerdem spielten Roaring Jack ein Konzert vor dem Long Bay Correctional Centre, in dem sich Anderson in Haft befand. Nachdem Anderson sich als unschuldig erwiesen hatte und freigesprochen worden war, gab die Band ein Konzert im Sydneyer Sandringham Hotel.
Alistair Hulett trat 1991 der International Socialist Organisation bei, 1995 gründete er die trotzkistische Socialist Alternative. Hulett unterstützte die Builders Labourers Federation, die Rechte der Aborigines, die Maritime Union of Australia und den schottischen Sozialist John Maclean. Hulett griff mehrmals den Stalinismus, Imperialismus, die Postmoderne und die australischen Premierminister Bob Hawke und Ben Chifley an. Hulett war von den späten 90ern bis zu seinem Tod 2010 ein Mitglied der Socialist Workers Party. Hulett war 17 Jahre lang mit der Antifaschismus- und Antirassismus-Aktivistin Fatima Uygun verheiratet.

## Stil
Brian Gillespie beschrieb 2003 für Shite'N'Onions den Stil der Band mit den folgenden Worten:
"The best way to describe Roaring Jack, is to look at who they opened up for on gigs across Australia. Pretend for a moment that Billy Bragg had a Glaswegian accent, and he sang for The Men They Couldn't Hang. That's how I’d describe it."
"Der beste Weg, um Roaring Jack zu beschreiben, ist, einen Blick auf die Musiker, mit denen sie auf deren Australien-Tourneen gespielt haben, zu werfen. Stellen sie sich vor, dass Billy Bragg mit einem Glasgower Akzent singt und dass er für The Men They Couldn't Hang spielt. So würde ich es beschreiben."
Der Guardian beschrieb Roaring Jack als "Australia’s answer to the Pogues" ("Australiens Antwort auf die Pogues").
Der Sound Roaring Jacks ist wohl am ehesten als eine Mischung aus The Men They Couldn't Hang und den Pogues zu sehen, die Band vereinte die Rockeinflüsse der Men They Couldn't Hang mit den Folkinstrumenten der Pogues (Mandoline, Banjo, Akkordeon, Tin Whistle etc.). Ein  charakteristisches Merkmal der Band ist außerdem der schottische Akzent Alistair Huletts.

## Rezeption
Warren Jones schrieb 1987 in seiner Street Celtability betreffenden Rezension für Youth Voice:
"(...) the EP is quite a refreshing listening experience compared to the run-of-the-mill, over-produced and (so-called) apolitical releases of late."
"(...) die EP ist, verglichen mit den mittelmäßigen, überproduzierten und (sogenannten) unpolitischen Veröffentlichungen der letzten Zeit, ein erfrischendes Hörerlebnis."
Susan Ryan schrieb 1987 für On The Street:
"Roaring Jack are one of the strongest examples you can find of audience band interaction, and it’s their close identity with their audience which has established them firmly in the inner city venues."
"Roaring Jack sind eine der besten Beispiele für die Interaktion zwischen Publikum und Band, es ist ihre Identifizierung mit dem Publikum, das sie fest an den Treffpunkten der Innenstadt etabliert hat"
Jo Poidevin schrieb 1989 in On The Street:
"(...) if a better metaphor for revolutionary socialism than ‘A cat among the pigeons’ exists, I haven’t heard it."
"(...) falls eine bessere Metapher für revolutionären Sozialismus als 'eine Katze unter den Tauben' existiert, habe ich nicht von ihr gehört."
Eine negative Rezension erhielt das Album von Clinton Walker (Rolling Stone):
"(...) in taking folk to rock they’ve only ended up with the worst in each. They should slow down and take a look back, and take stock."
"(...) der Versuch, Folk und Rock zu vermischen, endet mit dem jeweils schlechtesten der Beiden. Sie sollten sich abbremsen, einen Blick zurück werfen und Bilanz ziehen."

## Diskografie

### Studioalben
- 1988: The Cat Among the Pigeons
- 1990: The Smoke of Innocence

### Mini-LPs
- 1987: Street Celtability

### Kompilationen
- 2003: The Complete Works of Roaring Jack 1987-1991

### Singles
- 1988: The Thin Red Line / Honkytonks in Heaven
- 1988: Destitution Road / Just Like Cigarettes
- 1989: The Swaggies Have All Waltzed Matilda Away / No Half Measures
- 1991: Framed / Criminal Justice